# Блестящий клехо
Блестящий клехо, или клехо, или хохлатый древесный стриж (лат. Hemiprocne longipennis) — вид птиц семейства древесных стрижей. Птица средних размеров с хохлом на голове имеет блестящее сине- или зелёно-чёрное оперение сверху и бледное зеленовато-серое снизу. У самцов кроющие перья уха красно-коричневые, у самок — бутылочно-зелёные. Хвост вильчатый. Обитает в хвойных и смешанных лесах полуострова Индокитай и Больших Зондских островов. Питается летающими насекомыми. Строит маленькие гнёзда на тонких ветках, откладывает одно яйцо.
Вид был впервые описан американским натуралистом Константэном Самюэлем Рафинеском в 1802 году, находится в близком родстве с хохлатым клехо (Hemiprocne coronata).

## Описание
Изящная птица средних размеров, длиной тела 20—25 см, с хорошо выраженным хохлом из пучка длинных перьев на лбу и на темени высотой 2,5—3 см. Представители обоих полов часто поднимают свои хохлы. Оставшаяся часть головы чёрная, белые перья отсутствуют. Оперение сверху блестящее сине- или зелёно-чёрное (тёмно-сизое), меняется на зеленовато-серое в области крыльев и переходит в бледно-серое по бокам. Под крыльями перья чёрные с блестящей зелёной окантовкой. Снизу оперение равномерное, бледного зеленовато-серого цвета (светло-сизое), живот и подхвостье контрастно белые. Хвост у птиц длинный, вильчатый, с достаточно глубоким вырезом. Размах крыльев сильно варьирует у различных подвидов: H. l. harterti — 154—169 мм, H. l. perlonga — 175—178 мм, H. l. longipennis — 167—168 мм, H. l. wallacii — 179—183 мм. Масса представителей подвида H. l. harterti составляет в среднем 42,8 г.
Самка блестящего клехо похожа на самца, но кроющие перья уха у самца окрашены в тёмно-красный цвет, а у самки в бутылочно-зелёный, а тёмно-красный цвет в оперении отсутствует. Молодые особи преимущественно тёмные сверху и похожи на молодь хохлатого клехо, но имеют более сложный узор на спине и голове, без контрастных боковых полос. К своей первой зиме они приобретают взрослое нательное оперение, но сохраняют юношеское оперение хвоста и крыльев. По наблюдениям британского орнитолога Джона Гульда, хвост молодых особей заметно меньше хвоста взрослых птиц и полную длину, видимо, приобретает на второй — третий год. Взрослые птицы, как и все стрижи (Apodes), линяют последовательно от первого махового пера до внешней кромки крыла.
В среднем данный вид меньше родственного хохлатого клехо. Он обладает менее длинным хвостом, который не выступает за сложенные крылья. Расстояние между кончиками четвёртого и пятого (внешнего) рулевых перьев составляет 25 мм (у хохлатого клехо — 50 мм). Кроме того, у блестящего клехо более яркое оперение спины, контрастное по отношению к брюху, но менее яркие пятна на лице. Д. Гульд отметил существенно более заметный зелёный оттенок оперения по сравнению с хохлатым клехо.
Как и остальные стрижи, блестящие клехо имеют широкий рот с уголками, уходящими далеко за линию глаз, лапы и короткий клюв чёрного или тёмно-фиолетового цвета. Глаза очень большие, тёмно-коричневые. Возможно, такой размер глаз связан с тем фактом, что птицы в основном питаются поздно вечером.
Издаёт разнообразные звуковые сигналы как в полёте, так и сидя на ветке; эти сигналы напоминают издаваемые куликами и крачковыми. Основными позывками при этом являются резкий и пронзительный «ki», серия сигналов «ki-ki-ki-kew», двусложные «too-eit» или «whit-kep» с немного более высоким вторым слогом.

## Распространение
Блестящий клехо обитает на полуострове Индокитай и на Больших Зондских островах на территории от Малайского полуострова до острова Сулавеси. Общая площадь ареала составляет 5 470 000 км² и включает такие страны, как Бруней, Индонезия, Малайзия, Мьянма, Таиланд и Сингапур. Обнаруживается на высотах от уровня моря до 1200 м на Малайском полуострове и до 1450—1550 м на Сулавеси, Калимантане, Яве. Крайне редко этих птиц видели на Филиппинах в Сибуту и Тави-Тави. Блестящий клехо относится к видам, вызывающим наименьшие опасения, хотя применение пестицидов уже привело к существенному уменьшению численности птиц в Сингапуре и потенциально может привести к гибели птиц в Малайзии. Кроме того, из-за охоты на птиц их популяция сокращается на западе Индонезии и на острове Ява.
Блестящий клехо обитает в мангровых зарослях или культурном ландшафте с крупными деревьями. Предпочитает хвойные и смешанные леса, в частности с деревьями рода казуарина (Casuarina). Клехо ведёт оседлый образ жизни и осуществляет расселение только после сезона размножения, хотя размер зимних стай на Малайском полуострове даёт основания предположить, что птицы собираются с большой территории. Для насеста птицы выбирают голые ветки на открытых кронах деревьев, при этом год за годом используют одни и те же облюбованные места.
На юго-западе Таиланда ареалы блестящего и хохлатого клехо пересекаются, при этом последний предпочитает лиственные леса. Ареалы блестящего клехо и усатого древесного стрижа (Hemiprocne mystacea) разделены водной границей к западу от Молуккских островов.

## Питание
Блестящий клехо питается летающими насекомыми, но специфика его рациона изучена слабо. Часто пролетает через рои летающих термитов, может выхватывать пчёл с края летящего роя (такое поведение зафиксировано на Калимантане), при этом неизвестно, как птицы справляются с пчелиным ядом.
Как правило, клехо охотятся в сумерках и сразу после дождя. В поисках насекомых блестящие клехо собираются в стаи, которые могут превышать 50 и даже достигать 70 особей, иногда кооперируясь с другими видами. В охоте за пищей обычно совершают длинные перелёты, протяжённость которых составляет 300—400 м. В штате Селангор в Малайзии было зафиксировано, что такие полёты осуществляются на высоте 35 м над открытыми площадками и 47 м над лесными массивами.
Как и другие представители отряда стрижеобразных (Apodiformes), блестящий клехо пьёт воду, пролетая над её открытой поверхностью.

## Размножение

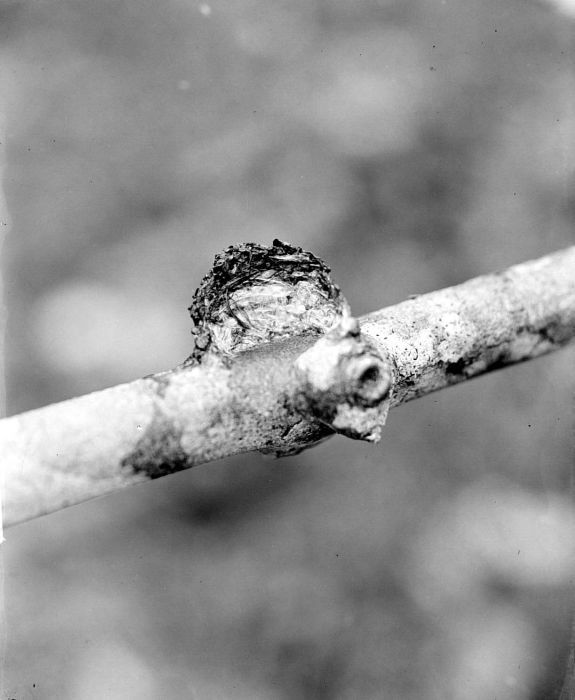
Гнездо, фотография сделана примерно в 1930 году

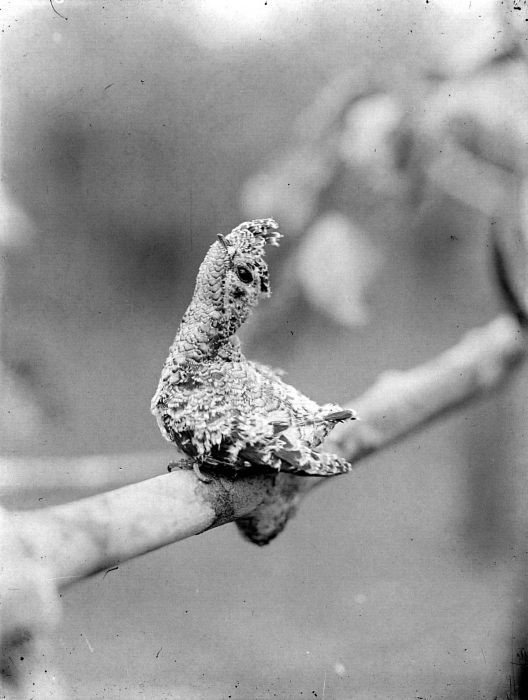
Птенец, фотография сделана ранее 1933 года

Сезон размножения блестящего клехо сильно варьируется по срокам. В Северном полушарии птицы откладывают яйца с февраля по сентябрь с пиком в марте — июне, исключение составляет Калимантан, где сезон продолжается до середины декабря и имеет два пика: в апреле — мае и в августе — сентябре. В Южном полушарии, преимущественно на островах Ява и Сулавеси, птицы откладывают яйца с декабря по август. При копуляции пара обычно сидит на ветке, однако известно несколько случаев спаривания в воздухе. При этом самец находится сверху, крылья полностью расправлены, пара сцеплена в течение трёх секунд и громко кричит.
На боковой поверхности горизонтальной оголённой ветви дерева на высоте 5—30 м пара блестящих клехо строит очень маленькое полукруглое гнездо, его максимальная высота составляет 12 мм, а размеры блюдца — 36 × 24 мм. Вибрации тонких ветвей, на которых построено гнездо, позволяют обнаружить приближение змей и других подкрадывающихся хищников. В качестве строительного материала блестящий клехо использует кусочки мха, перья и слюну, а для маскировки — кусочки коры того дерева, на котором построено гнездо. Обычно гнёзда расположены далеко друг от друга, но известны случаи, когда несколько пар строят гнёзда в общей области.
Птицы всегда откладывают одно яйцо размером в среднем 25,6 × 17,4 мм. Яйцо расположено в гнезде строго вертикально и, вероятно, приклеено к нему слюной (без дополнительной фиксации оно бы не могло удержаться в таком открытом плоском гнезде). Высиживанием яйца и выхаживанием птенца занимаются оба родителя. Насиживающая птица садится не на гнездо, которое может легко обломиться, а на саму ветку поперёк неё, прикрывая яйцо перьями брюха.
Вылупившийся птенец покрыт серым пухом. Через некоторое время, после того как птенец подрастёт и оперится, он перебирается на ветку, тесно к ней прижимается и не кричит, чтобы не привлекать хищников. Чешуйчатый рисунок оперения птенца очень хорошо скрывает его. Он поднимает голову, только когда подлетает один из родителей с кормом. Точная продолжительность инкубационного периода и периода выхаживания птенцов неизвестна, но она составляет не менее 50 дней.
В среднем самка способна откладывать яйца на протяжении 7,5 лет.

## Систематика
Блестящий клехо был впервые описан американским натуралистом Константэном Самюэлем Рафинеском в 1802 году на основе экземпляра с острова Ява. Первоначально был отнесён к роду Hirundo — настоящие ласточки. В источниках XIX века для блестящих клехо часто использовали латинские названия Macropteryx longipennis (от греч. μακρος — «длинный», греч. πτερυξ — «крыло») и Dendrochelidon longipennis (от греч. δενδρον — «дерево», греч. χελιδων — «ласточка»). Видовое название — longipennis (от лат. longus — «длинный», лат. -pennis — «-крылый»). Кроме того, в некоторых источниках используется видовое название klecho. Научное название рода — Hemiprocne (от греч. ἡμι- — «полу», лат. progne — «ласточка») — могло бы подойти всем стрижам.
Блестящий клехо находится в близком родстве с хохлатым клехо. В 1940 году американский орнитолог Джеймс Ли Питерс посчитал различия несущественными и предложил считать хохлатого клехо разновидностью блестящего, однако в 1969 году южноафриканский орнитолог Ричард Кендалл Брук показал, что это два отдельных вида. В доказательство он привёл несколько характеристик, существенно различных у этих двух видов, но сближающих хохлатого клехо с другими древесными стрижами. Имеющиеся морфологические различия постоянны даже в тех диапазонах, где ареалы пересекаются.
Блестящий клехо относится к роду древесных, или хохлатых стрижей, единственному в одноимённом семействе. Различают четыре подвида блестящего клехо:
- Hemiprocne longipennis harterti (Stresemann, 1913) — Танинтайи на юге Мьянмы, юго-запад Таиланда, Суматра, Калимантан, острова Сула. Птицы с островов Бунгуран ранее считались отдельным подвидом — H. l. anochra.
- Hemiprocne longipennis perlonga (Richmond, 1903) — острова к западу от Суматры. Птицы с острова Ниас иногда классифицируются как отдельный подвид H. l. ocyptera, с островов Бату, Ментавай и Энгано — H. l. thoa.
- Hemiprocne longipennis longipennis (Rafinesque, 1802) — острова в Зондском проливе, острова Ява, Ломбок и другие в восточной части Яванского моря.
- Hemiprocne longipennis wallacii (Gould, 1859) — остров Сулавеси и острова-сателлиты к югу и востоку от него, острова Сула. Гульд выделял подвид в отдельный вид Dendrochelidon wallacеi, обращая внимание на глубокий синий цвет плеч и крыльев соответствующего экземпляра, а также заметно бо́льшие размеры по сравнению с хохлатым клехо и другими экземплярами блестящего клехо. Название основано на имени британского натуралиста Альфреда Рассела Уоллеса, обнаружившего этот подвид[17].